# Apologie
Apologie (limba greacă απολογια, care înseamnă "discurs de apărare") este un discurs menit să apere persoana care îl elaborează, sau altă  persoană,  în ceea ce privește ideile sau doctrina sa. În literatura latină este cunoscută lucrarea "Apologia", scrisă de Apuleius, în care autorul se apără împotriva acuzației de vrăjitorie. Apologia este un elogiu, o laudă ferventă (și adesea exagerată) adusă unei persoane, unei idei etc; apărare (servilă și interesată) a cuiva sau a ceva.
În creștinism înseamnă apărarea din punct de vedere intelectual-civil a credinței creștine. Unii consideră apologia ca fiind o ramură a teologiei. Tradițional, însă, apologia îmbracă un aspect pozitiv pentru creștinism, misiunea sa fiind atât aceea de a-l apăra pe credincios împotriva atacurilor din interior și din exterior. În Noul Testament apologia ia forma apărării creștinismului împotriva exceselor iudaice, și deci, de a proteja mesianismul. Apologeți ca Iustin Martirul și Tertulian au apărat superioritatea morală a creștinilor. Origene în secolul al II-lea a subliniat puterea Duhului Sfânt în a-i apăra pe creștini. Teologul platonician Aurelius Augustinus a prezentat creștinismul în secolul al IV-lea ca fiind răspunsul lui Dumnezeu la decăderea Imperiului Roman. În secolul al XIII-lea Toma de Aquino apără credința în Dumnezeu, arătând că Dumnezeu este prima cauză a întregului Univers. În protestantism apologeți ca Joseph Butler și William Paley susțin că întraga arhitectură a Universului îl are ca arhitect pe Dumnezeu. În sec. XIX apologia a avut de dus o luptă grea împotriva unor atacuri la Evanghelii, teoria  evoluției reprezentând un pericol prin proasta ei inerpretare. Nietzsche și teoria marxistă au reprezentat alte curente în care creștinismul a avut nevoie de apologeți. În secolul XX teologii protestanți Rudolf Bultmann și Paul Tillich au prezentat creștinismul ca fiind cel mai bun răspuns la întrebările existențiale ale speciei umane.